# Cymodusa petiolaris
Cymodusa petiolaris är en stekelart som beskrevs av Dbar 1984. Cymodusa petiolaris ingår i släktet Cymodusa och familjen brokparasitsteklar. Inga underarter finns listade i Catalogue of Life.